# Акбакайское месторождение
Акбакайское месторождение золотых руд находится на территории Мойынкумского района Жамбылской области, в 60 км к северо-востоку от аула Мойынкум и рядом с селом Акбакай.
Месторождение открыто в 1968 году геологом Дубеком Дуйсенбековым.
Включает 5 вертикальных (Главная, Тукеновская и др.) и 9 наклонных жил (Пологая, Юбилейная, Глубинная и т. д.) на глубине 900—1300 м. Длина жил — от 250 м до 600 м, мощность — от нескольких сантиметров до 1,5—2 м. Образовано в пределах Кызылжарского интрузивного комплекса и вулканогенных окаменелых осадочных пород девона. Встречаются 4 вида золота:
- мелкодисперсное золото в минералах арсенопирита;
- свободное золото (размерами от 0,01—0,1 до нескольких миллиметров) в ячейках, гнёздах, прожилках кварца;
- мелкоузелковое и тонкопластинчатое золото в кварц-карбонатных жилах;
- связанное с гипергенными процессами тонкопластинчатое и дендритовое золото.

Среднее содержание золота вблизи поверхности земли — 60—109 г/т, на глубине 500—600 м уменьшается до 7—10 г/т.
На базе месторождения работает АО «АК Алтыналмас».